# Natasja van den Berg
Natasja van den Berg (Bussum, 8 oktober 1975) is Nederlands expert op het gebied van burgerparticipatie en auteur van Praktisch Idealisme. Zij is medeoprichter van Tertium, een bureau dat zich toelegt op verschillende vormen van burgerparticipatie.

## Biografie
In 2003 schreef Van den Berg samen met Sophie Koers het boek Praktisch idealisme - Handboek voor de beginnende wereldverbeteraar. Het boek is een "overlevingsgids" voor mensen die bewust willen consumeren. Dat werd in 2004 gevolgd door Fair Shopping.
Van den Berg studeerde politicologie aan de Universiteit Leiden (propedeuse 1995) en de Universiteit van Amsterdam (doctoraal 2000). Daarnaast was ze lid van de Centrale Studentenraad en actief in de studentenbeweging. Van den Berg werkte als (freelance) communicatiestrateeg voor non-profit organisaties en tussen 2004 en 2005 als coördinator politieke programmering bij De Balie.
In 2010 werkte ze als projectmanager educatie en bewustwording bij GhettoRadio, een initiatief voor radio-omroepen in Afrika. Tussen 2007 en 2009 werkte ze voor de inmiddels opgeheven publieke omroep LLiNK als projectleider Praktisch Idealisme. Tussen 2007 en 2011 had Van den Berg een column in de Pers over duurzaam consumeren. Daarnaast was zij redacteur van De Helling, het blad van het Wetenschappelijk Bureau van GroenLinks.
In 2010 was Van den Berg kandidaat Tweede Kamerlid voor GroenLinks. Door het partijcongres werd ze op kiesplek #13 gezet.

## Persoonlijk
Van den Berg woont samen met Triodos Bank-hoofdeconoom Kees Vendrik, lid van de Eerste Kamer en voormalig Tweede Kamerlid voor GroenLinks. Samen hebben zij een zoon en een dochter.

## Praktisch Idealisme
De term praktisch idealisme (Engels: practical idealism) werd voor het eerst gebruikt door John Dewey in 1917.
Van den Berg heeft samen met Sophie Koers de term "praktisch idealisme" opnieuw gangbaar gemaakt. Praktisch idealisme staat voor Van den Berg voor het integreren van idealen in het dagelijks leven van mensen. Iedereen kan, volgens Van den Berg, door kleine aanpassingen in zijn of haar consumptiegedrag, bijdragen aan een "betere wereld". Mensen een schuldgevoel aanpraten heeft volgens Van den Berg geen zin. De term is nu een kernbegrip van een nieuwe generatie idealisten. De omroep LLiNK draagt, naar eigen zeggen, het praktisch idealisme uit in haar programma's. De term wordt bijvoorbeeld ook gebruikt door Alexander Pechtold om zijn eigen politieke oriëntatie te definiëren.